# Philipp Peter Guden
Philipp Peter Guden (* 1642 in Ortshausen; † 11. April 1721 in Bockenem) war ein deutscher lutherischer Theologe, Konsistorialrat und Generalsuperintendent der Generaldiözese Bockenem.

## Leben
Philipp Peter Guden war ein Sohn des Lehrers Heinrich Guden. Sein Großvater mütterlicherseits war Johannes Sander, Pastor in Bornum und Dahlum. Wo er die Schule und die Universität besuchte, ist unbekannt. Seine erste belegte Stelle war die des Konrektors an der Schule in Osterode am Harz. Danach wurde er Pastor in Bornhausen. Nach dem Tod von Ottorabius Georg Scriba wurde Guden 1679 erster Pastor in Bockenem und Superintendent für die neu errichtete Inspektion für die Ämter Woldenberg und Bilderlahe. Er erhielt jedoch noch nicht die Generalsuperintendentur, die an Heinrich Schomburg in Salzgitter überging. Am 10. August 1679 wurde Guden von Schomburg als Pastor in Bockenem eingeführt. In seine Amtszeit fallen der große Stadtbrand von 1685 und die Schlacht von Bockenem gegen die Dänen (1700). Nach Schomburgs Tod wurde Guden 1689 durch den Fürstbischof zum Konsistorialrat ernannt. Die Ernennung zum Generalsuperintendent für die Generaldiözese Bockenem, die dem Celler Landesherrn als Patron oblag, wurde ein Jahr später vollzogen.
Guden hatte drei Söhne, darunter Heinrich Philipp Guden, Generalsuperintendent in Göttingen und Celle, und Johann Peter Guden, Bürgermeister von Bockenem, Stadtsekretär und hildesheimischer Schatzrat.